# Fyrtiotalism
Fyrtiotalisme is een Zweedse literaire stroming van auteurs die debuteerden en actief waren in de jaren veertig. De groep was niet uniform, maar werd destijds al gezien als representatief voor een generatiewisseling met een duidelijke modernistische tendens. Hun werken werden beïnvloed door literaire voorgangers als Fjodor Dostojewski, Franz Kafka, T.S. Eliot en het existentialisme, evenals door de gebeurtenissen uit de Tweede Wereldoorlog.

## Ontstaan van het fyrtiotalisme
Onder het fyrtiotalisme ('beweging uit de jaren veertig') verstaat Hans-Erik Johannesson in de Zweedse Nationalencyklopedin: “een verzamelbegrip voor verschillende tendensen in de Zweedse literatuur vanaf de tweede helft van de jaren veertig, toen het literair modernisme zijn definitieve doorbraak boekte.”
Centrale figuren in het fyrtiotalisme waren Erik Lindegren en Karl Vennberg. Andere bekende vertegenwoordigers van deze stroming waren Werner Aspenström, die ook redacteur was van hun tijdschrift 40-tal, en Stig Dagerman, die daarin regelmatig publiceerde.
In het tijdschrift 40-tal (1944-1947), waarin de controversiële recensent Lennart Göthberg (1920-1946) een belangrijke rol speelde, kregen zij een gemeenschappelijk forum. Ondanks grote onderlinge verschillen vormden ze een gemeenschappelijk front met de insteek een nieuwe richting in de literatuur te introduceren.
Deze nieuwe richting gold echter eigenlijk het conceptuele, dat zijn echte basis had in de wreedheid van de Tweede Wereldoorlog: de tijdgeest, de onmacht, de ontgoocheling, maar ook in het kritisch intellectualisme. De formele kant werd vooral door de dichters ontwikkeld vanuit het reeds bestaande modernisme. Illustratief hiervoor is het zogenaamde ‘onbegrijpelijkheidsdebat’ dat in Zweden volgde op de publicatie van Lindegrens verwarrende dichtbundel De man zonder weg. Die discussie werd weer aangezwengeld, toen bleek dat de onder het pseudoniem Jan Wictor uitgebrachte bundel Camera obscura een hekeldicht (satire) van fyrtiotalistische dichters was.